# 요하네스 브람스
요하네스 브람스(독일어: Johannes Brahms, 문화어: 요한네스 브람스, 1833년 5월 7일 ~ 1897년 4월 3일)는 독일의 작곡가이자 피아니스트, 첼리스트, 바이올리니스트, 지휘자다. 브람스의 음악은 엄격한 구조와 대위법적 기법을 따르면서도 화성과 음색에 대한 대담한 시도를 통해 당대 조성 음악의 개념을 확장시켰다. 그의 작품은 고전주의적 양식 위에 서 있으면서도 중후한 북독일적 색채와 아름다운 서정성을 지니고 있다.
그는 함부르크에서 태어나 주로 오스트리아 빈에서 활동했으며, 전통적인 음악 형식과 기법을 계승하면서도 독창적인 음악 세계를 구축하였다. 생전에 높은 인기와 영향력을 가졌으며, 19세기 지휘자 한스 폰 뷜로는 그를 요한 제바스티안 바흐, 루트비히 판 베토벤과 함께 "3B"로 칭했다. 그는 교향곡, 협주곡, 실내악, 성악곡, 합창곡 등 다양한 장르에서 뛰어난 작품을 남겼다. 대표작으로는 네 개의 교향곡이 있으며, 특히 교향곡 1번은 베토벤의 9번 교향곡의 연장선상에 있는 "제10번 교향곡"이라 불릴 정도로 베토벤의 영향을 많이 받았지만, 동시에 독창적인 음악 세계를 구축한 작품이다. 바이올린 협주곡 또한 베토벤의 곡에 필적할 만한 걸작으로 평가된다. 피아노 음악에서도 화려한 기교보다는 중후한 스타일을 추구했으며, 파가니니 주제에 의한 변주곡(1863), 헨델 주제에 의한 변주곡과 푸가 등이 대표적이다. 두 개의 피아노 협주곡은 피아노와 관현악이 긴밀하게 결합되어 있는 점에서 특징적이다. 또한, 연탄(連彈)용으로 작곡된 헝가리 무곡은 특히 유명하다. 실내악 분야에서도 클라리넷 5중주곡과 같은 중요한 작품을 남겼다. 성악에서도 뛰어난 작품을 남겼으며, 200여 곡의 가곡을 비롯해 알토 랩소디처럼 깊은 슬픔과 정서를 담은 명곡들이 있다. 그의 대표적인 종교적 작품인 독일 레퀴엠(1866~1869)은 숭고하고도 깊은 감동을 주는 작품으로, 인간적인 고뇌와 위안을 담아내고 있다고 평가된다.
브람스는 어려서부터 음악적 재능을 보이며 작곡과 연주 활동을 병행했다. 젊은 시절 중앙유럽을 순회하며 피아니스트로 활동하였고, 이 과정에서 프란츠 리스트를 비롯한 여러 음악가들을 만났다. 특히 바이올리니스트 요제프 요아힘과 공동으로 작업을 했는데 그의 소개로 로베르트 슈만을 만났다. 브람스는 슈만 부부와 깊은 인연을 맺었으며, 슈만의 정신적 지지와 추천으로 음악계에서 빠르게 인정받았다. 로베르트 슈만이 정신병으로 요양원에 입원한 후, 브람스는 클라라 슈만과 더욱 가까워졌으며, 평생을 통해 깊은 우정을 나누었다. 그는 결혼하지 않고 음악과 학문에 헌신하였으며, 자신에게 지나치게 비판적인 성향을 보여 많은 작품을 파기하기도 했다.
그의 음악은 생전에 국제적인 명성을 얻었으며, 안토닌 드보르자크와 같은 후배 작곡가들에게 큰 영향을 주었다. 또한, 막스 레거, 알렉산더 폰 쳄린스키 등은 브람스와 바그너의 대립적인 음악 스타일을 융합하려 시도하였다. 아르놀트 쇤베르크는 브람스의 "진보적인" 면을 강조하며, 그의 음악적 구조적 응집력과 발전적 변형(developing variation) 기법에 주목했다. 쇤베르크와 안톤 베베른은 브람스의 음악적 원리를 자신들의 작품에 반영하였다.
브람스는 빈에서 활동하며 징아카데미(Singakademie)와 빈 음악협회를 지휘하며 초기의 "진지한" 음악들을 연구하고 연주하였다. 말년에는 작곡을 그만두려 했으나, 클라리넷 연주자 리하르트 뮐펠트와 같은 뛰어난 연주자들과 협력하며 계속해서 실내악 작품을 남겼다.
브람스의 음악은 오늘날에도 자주 연주되는 주요 레퍼토리로 자리 잡고 있으며, 21세기까지도 많은 음악가들에게 영감을 주고 있다.

## 생애

### 유년기
브람스의 아버지인 요한 야코프 브람스는 도시 음악가가 되기 위해 슐레스비히홀슈타인에서 함부르크로 왔다. 그는 여러 악기에 능했지만, 주로 호른이나 더블베이스를 연주했다. 그는 자신보다 17살 위인 재봉사 요한나 헨리카 크리스티아네 니센과 결혼했다. 처음 6개월간 그들은 도시 부두와 가까운 갱에피어텔(Gängeviertel) 구역에 살았으며, 이후 내부 알스터에 함부르크 북부 근교에 있는 담토르발(Dammtorwall)의 작은 집으로 이사했다.

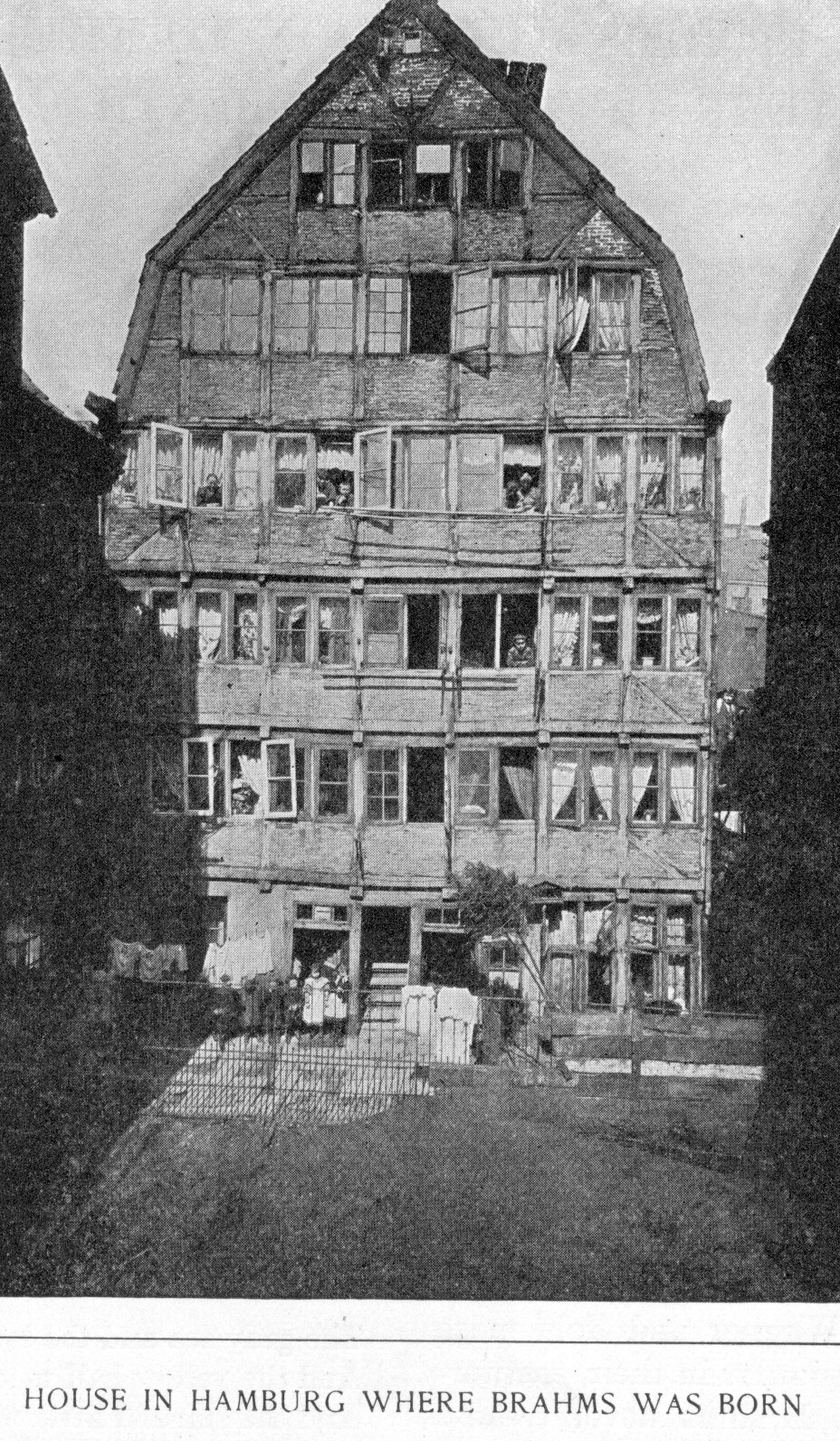
브람스가 태어난 함부르크 생가. 1891년의 사진. 브람스의 가족은 1층의 왼쪽 두 창문이 있는 방에서 살았다.

요한 야코프는 아들의 첫 음악 교습을 맡았다. 브람스는 7살 때 오토 프리드리히 빌리발트 코셀과 피아노를 배웠다. 브람스가 10대 초기에 더러운 술집에서 피아노를 칠 수밖에 없었다는 이야기가 오랫동안 회자되었지만, 최근 브람스 연구자인 쿠르트 호프만은 이것이 사실이 아니라고 주장했다. 그러나 브람스 본인이 이 이야기를 했기에 어떤 사람들은 호프만의 견해에 대해 의문을 제기하기도 한다.
오토 코셀에게서 피아노 수업을 받은 후, 브람스는 에두아르트 마르크센과 피아노를 배우게 되는데, 그는 칼 마리아 폰 보클렛(슈베르트의 절친한 친구)과 이그나츠 폰 제이프리트(모차르트의 제자)와 함께 빈에서 수학한 사람이다. 어린 브람스는 함부르크에서 몇 번 연주회를 연적이 있으나, 19세에 연주 여행을 하기 전까지는 피아니스트로서 그리 잘 알려지진 못했다. 나중에 그는 종종 자신의 작품을 독주나 반주 혹은 실내악 멤버로서 직접 연주하기도 했다. 그는 1859년에 피아노 협주곡 1번을, 1881년에 피아노 협주곡 2번을 직접 초연했다. 그는 10대 초부터 합창단을 지휘하여 합창이나 오케스트라 지휘에 능숙해졌다.

### 요아힘과 리스트를 만나다
그는 가장 어린 나이에 작곡을 시작했으나, 나중에 그의 초기 작품들은 대부분 유실되었다. 가령 마르크센의 친구이자 제자인 루이제 야파는 브람스가 11살의 나이로 연주했다는(혹은 즉흥으로) 피아노 소나타가 있었다고 이야기한 바 있다. 1853년 4월과 5월에 헝가리 바이올리니스트 에두아르트 레메니의 반주를 맡아 연주 여행을 떠날 때까지 그의 작품은 대중의 환영을 받지 못했다. 이 여행 중 하노버에서 그는 요세프 요아힘과 만나며, 바이마르 궁정에서 프란츠 리스트, 피터 코르넬리우스, 요아힘 라프를 만난다. 브람스가 리스트와 만났다는(그때 리스트는 브람스의 스케르초 Op.4를 초견으로 연주했다) 몇몇 증언에 따르면, 레메니는 브람스가 리스트의 소나타 B단조 작품을 그리 칭찬하지 않아 리스트의 기분이 상했었다고 한다. 이후 그들은 헤어졌는데, 브람스는 당시 여행으로 지쳐 어쩔 수 없었노라고 나중에 변명을 하기도 했다.

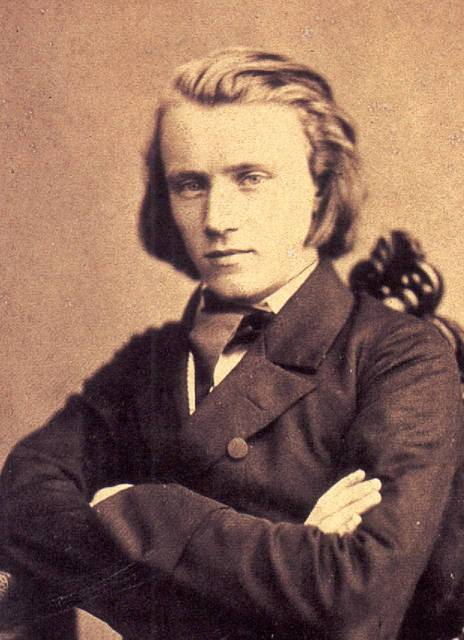
1853년의 브람스

### 브람스와 슈만
요아힘은 로베르트 슈만에게 브람스에 대한 소개장을 보냈다. 라인란트의 연주 여행을 끝내고 브람스는 기차를 타고 뒤셀도르프로 가 그곳 슈만 집안에서 환대를 받았다. 슈만은 이 20세 청년의 재능에 놀라 1853년 10월 28일 《음악신보Neue Zeitschrift für Musik》에 〈새로운 길Neue Bahnen〉이라는 제목의 기고문에서 브람스를 "이 시대의 이상적인 표현을 가져다 줄 젊은이"로 소개하여 관심을 일으켰다.." 이 발표는 슈만의 지인 모임 바깥에서 비난을 받기도 했는데, 이는 자신의 작품과 기술을 완벽하게 만들려던 브람스의 천성적인 자기 비판을 더욱 강화시켜주었을 것이다. 뒤셀도르프에 있는 동안 그는 슈만과 알베르트 디트리히와 함께 요아힘을 위한 소나타를 작곡하게 되는데 이것이 F-A-E 소나타이다. 그는 슈만의 아내인 작곡자 겸 피아니스트 클라라 슈만과 가까워졌는데, 브람스는 14살 연상인 클라라에 평생동안 일종의 플라토닉한 연정을 품고 살았다. 브람스는 몇몇 여자들과 진한 정분이 있었고, 1859년에는 괴팅겐의 아가테 폰 지볼트와 약혼까지 이른 적도 있었으나 이내 파혼하여 평생 동안 결혼하지 않았다. 슈만이 자살을 시도하고 1854년 2월 본 근처의 정신 병원에 입원하면서 브람스는 클라라와 남편 슈만의 중개자가 되었으며, 슈만 집안을 돌보았다.

### 데트몰트와 함부르크
1856년 슈만이 정신병원에서 죽은 후 브람스는 시간을 쪼개 자신이 창단하여 지휘하던 여성 합창단이 있던 함부르크와 궁정 음악 교사이자 지휘자로 봉직하던 데트몰트 공국 두 곳에서 일했다. 그는 1862년 처음으로 빈에 방문하여 겨울 내내 체재하다가 1863년 빈 음악학원(Singakademie)의 지휘자로 임명되었다. 다음 해 그는 사직하고 다른 지휘자 자리를 알아보게 되었지만, 그는 빈에서 살면서 점차 이 곳이 자신의 집이 되었다. 1872년에서 1875년 사이 그는 빈 악우협회(Gesellschaft der Musikfreunde)의 연주회 감독을 지냈고, 그 뒤로는 공식 직위를 가지지 않았다. 그는 1877년 케임브리지 대학교의 명예 박사 학위를 거절했으나, 1879년 브레슬라우 대학의 학위는 받았다. 대학축전 서곡은 그 감사의 표시로 작곡한 작품이다.
그는 1850년대와 1860년대 내내 꾸준히 작곡을 했으나, 양분된 비평을 받았으며, 피아노 협주곡 1번은 초기 몇몇 공연에서 나쁜 평가를 받았다. 리스트와 리하르트 바그너를 위시한 "신독일 악파"에서는 그의 작품을 구시대적인 것으로 치부했다. 브람스는 몇몇 바그너의 음악 작품에 감복했으며, 리스트를 위대한 피아니스트로 인정했으나, 브람스파와 바그너파로 갈려 갈등을 빚었으며, 이 대립이 유럽 전역의 음악계로 퍼져 나갔다. 브람스파로는 그의 친우들인 클라라 슈만, 음악계 명사 에두아르트 한슬리크, 빈의 외과의사 테오도르 빌로트가 있었다. 1860년 브람스는 그들 음악의 지나침에 대해 강령의 형태로 요아힘과 함께 반박문을 올렸다. 그러나 이 글은 너무 일찍 발간하여 세 명의 지지 서명밖에 얻지 못해 실패로 끝났으며, 이후로 브람스는 다시는 대중 논쟁에 끼지 않았다.

### 전성기
1868년 브레멘에서 그의 최대 합창곡 작품인 《독일 레퀴엠》의 초연이 있었는데, 이로써 브람스는 전 유럽에 명성을 얻게 되었고, 많은 이들은 그가 슈만의 예언을 이루었다고 생각했다. 덕분에 그는 용기를 얻어 오랜 세월 동안 씨름하던 칸타타 리날도, 첫 현악 4중주, 세 번째 피아노 4중주, 또 가장 유명한 교향곡 1번 등 여러 작품들을 완성하게 되었다. 브람스 교향곡 1번은 1876년에 나왔지만, 1860년대 초부터 시작한 것이었다.(몇몇 그의 친구가 이 시기에 제1악장의 내용을 보았다고 한다) 다음 교향곡 2,3,4번은 각각 1877년, 1883년, 1885년에 완성되었다. 1881년부터 그는 당시 한스 폰 뷜로가 지휘자로 있던 마이닝겐 공작의 궁정 교향악단을 위한 새 교향악 작품에 손을 댈 수 있게 되었다.
브람스는 연주 여행이나 즐거움을 위해 자주 여행을 했다. 1878년부터 그는 봄에 이탈리아를 종종 방문하였으며, 보통 여름에 작곡을 할 전원 속의 장소를 찾았다. 그는 산책을 많이 했으며, 야외에서 시간을 보내며 정신을 맑게 하는 것을 좋아했다.
1889년 발명가 토머스 에디슨이 보낸 테오 방게만(독일어: Theo Wangemann)이 빈에 있던 브람스를 방문하여, 실험 녹음을 권유했다. 여기서 그는 자신의 피아노곡 첫 헝가리 무곡의 축약본을 연주했다. 이 녹음은 나중에 LP판으로 나왔다. 앞부분에 이 작품을 소개하는 그의 육성은 꽤 깨끗하지만, 피아노 연주 소리는 잡음이 심해 잘 들리지 않는다. 그렇지만 이것은 주요 음악가가 남긴 최초의 녹음이 되었다. 그러나 분석자들과 학자들 사이에 이 녹음의 육성의 주인이 브람스인지 방게만인지 논란이 있다.
1889년 브람스는 함부르크의 명예 시민으로 선정되었는데, 1948년까지 명예 시민이 된 사람은 그밖에 없었다.

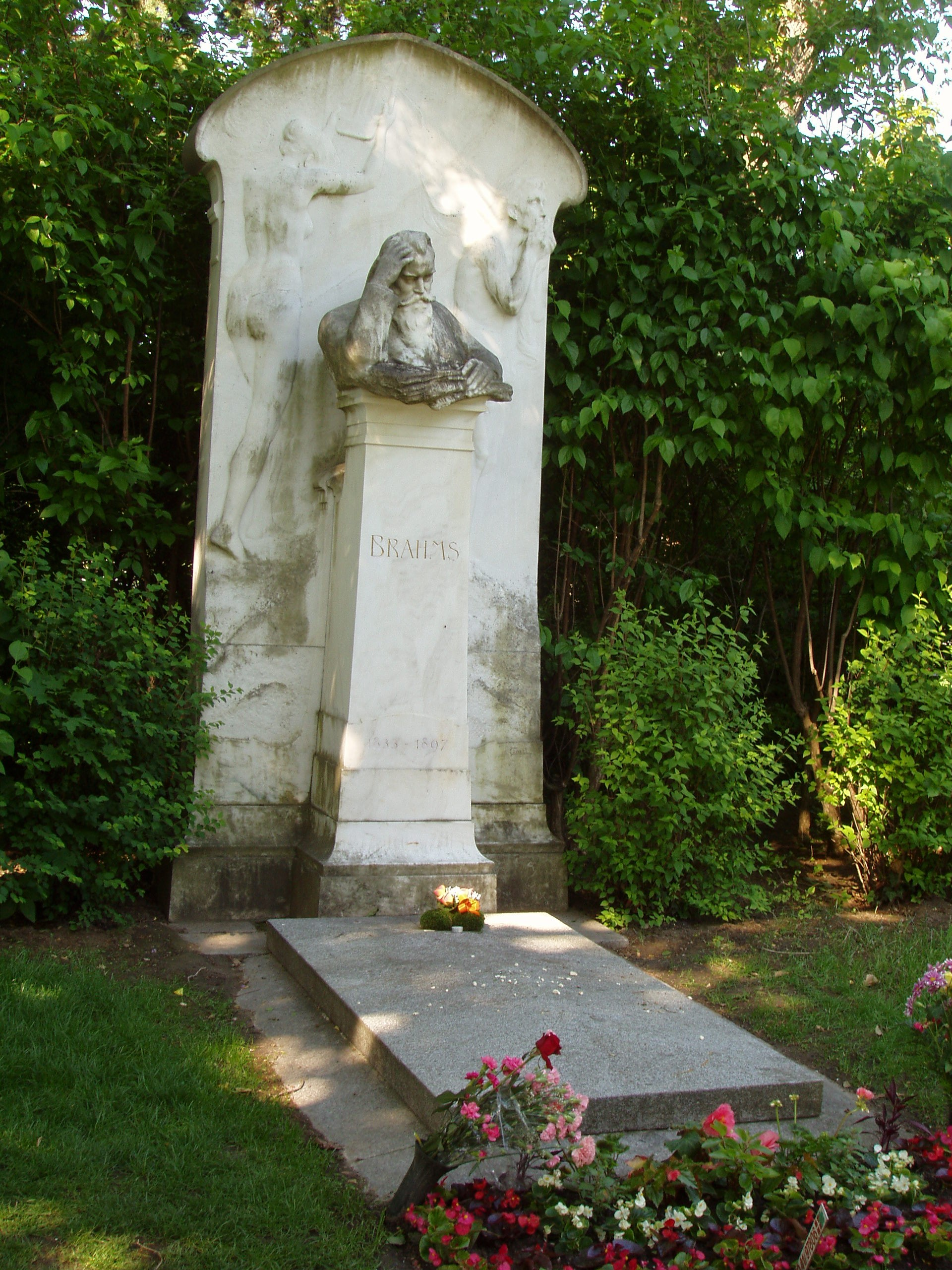
빈 첸트랄프리드호프(중앙 묘지)에 있는 브람스의 무덤.

### 말년
1890년 57세의 브람스는 작곡을 포기하기로 결심한다. 그러나 생각을 고쳐 죽기 몇 년 전에 수많은 명작들을 내놓았다. 그는 마이닝겐 오케스트라의 클라리네티스트 리하르트 뮐펠트에 감탄하여, 클라리넷 3중주 Op.114, 클라리넷 5중주 Op.115(1891년), 두 클라리넷 소나타 Op.120(1894년)를 작곡했다. 그는 피아노 곡 Opp.116~119와 네 개의 엄숙한 노래(Vier ernste Gesänge) Op.121(1896년), 11개의 코랄 전주곡 Op.122(1896년)도 썼다.
Op.121 곡을 완성할 때 그는 간암이 매우 악화되었다. 그의 상태는 간 건강이 가장 나빠져 1897년 4월 3일에 간암으로 숨을 거두었다. 그는 빈의 첸트랄프리드호프에 묻혔다.

## 음악

### 브람스의 작품
요하네스 브람스는 세레나데, 교향곡 네 곡, 피아노 협주곡 두 곡, 바이올린 협주곡 한 곡, 바이올린과 첼로 이중 협주곡 한 곡, 관현악 서곡(대학 축전 서곡, 비극적 서곡) 등 수많은 관현악 작품을 남겼다.
그의 합창 대작 독일 레퀴엠은 전례상의 장송 미사(Missa pro defunctis)의 내용이 아니라 브람스가 루터 성서에서 고른 내용으로 이루어져 있다. 이 작품은 그의 일생에서 세 번에 걸쳐 작곡되었다. 2악장의 초기 판본은 로베르트 슈만이 자살시도를 한 지 얼마 안된 1854년에 작곡한 것으로, 나중에 피아노 협주곡 1번에 쓰였다. 레퀴엠의 대부분은 1865년 어머니가 죽은 후에 작곡하였다. 5악장은 1868년 공식 초연 이후에 덧붙인 것으로, 작품은 1869년에 출판하였다.
브람스의 변주곡 작품으로는 슈만 주제에 의한 변주곡, 헨델 주제에 따른 변주곡과 푸가, 파가니니 변주곡(둘 다 피아노 독주), 그리고 하이든 주제에 따른 변주곡(피아노 연탄곡과 관현악용 두 판본)이 있다. 교향곡 4번의 마지막 악장은 형식적으로 파사칼리아이다.
그의 실내악곡으로는 현악 4중주 세 곡, 현악 5중주 두 곡, 현악 6중주 두 곡, 클라리넷 5중주, 클라리넷 3중주, 호른 3중주, 피아노 5중주, 피아노 4중주 세 곡, 피아노 3중주 네 곡(4번은 작품번호가 없다)이 있다. 그는 피아노가 반주하는 독주 소나타도 많이 썼는데, 바이올린 소나타 세 곡, 첼로 소나타 두 곡, 클라리넷 소나타 두 곡(이 두곡은 본인이 비올라 소나타로 편곡하였다)이 있다. 또 피아노 독주곡으로는 초기의 피아노 소나타와 발라드에서 나중의 소품 모음집 등 다양하다. 브람스는 가곡(Lied)에서도 중요한 작곡가로서 200곡이 넘는 가곡을 썼다. 그가 죽기 직전에 쓴 오르간 합창 전주곡(chorale preludes) Op.122는 오르간 주자의 중요한 연주곡목이기도 하다.
브람스는 음악에서 특정한 묘사나 이야기를 배제하는 절대 음악의 신봉자였으며, 오페라와 교향시를 전혀 쓰지 않았다.
브람스는 흔히 크고 복잡한 음악 구성을 보이는 진지한 음악가란 평을 받고 있지만, 브람스 생전에 유명해져 상업적으로 성공한 일부 작품 중에는 대중의 기호에 맞게 당대의 번성하던 음악 시장에 적합한 곡도 있다. 20세기 미국의 영향력 있는 비평가 B.H. 하긴은 브람스에 대한 일반적인 평가를 거부하고 자신의 여러 녹음 음악 안내서에서 브람스는 그러한 작품에서 인기를 얻었지만, 규모가 더 크고 진지한 음악에서는 그에 미치지 못했다고 주장하였다. 브람스가 쓴 이런 류의 가벼운 곡으로는 춤곡집(헝가리 무곡 왈츠 Op.39 피아노 연탄곡, 성악 4중창과 피아노의 "사랑의 노래 왈츠"(Liebeslieder Waltzes)), 몇몇 성악 작품("자장가Wiegenlied" Op.49 4번이 유명하다. 1868년 출판.) 등이 있다. 브람스의 '자장가'는 친구 베르타 파버의 아들이 태어난 것을 축하하기 위해 썼다.

### 양식
브람스는 자신의 작품에 고전파의 형식과 질서를 담아내어 당대 여러 화려한 음악과 대조된다. 그리하여 브람스를 긍정적으로 평가한 이들은 신독일 악파의 표제 음악과 대비하여 그를 전통 형식과 "순수 음악"의 대가로 보았다.
브람스는 베토벤을 숭상하였다. 그의 집에는 베토벤의 대리석 흉상이 그가 작곡하던 곳을 내려다보고 있으며, 그의 작품에서 일부 악절에서는 베토벤의 양식을 떠올리게 하기도 한다. 브람스 교향곡 1번의 4악장 주요 주제는 베토벤 교향곡 9번의 피날레 주제와 닮았으며, 브람스 본인도 그러한 유사성에 대해 아무리 멍청이(jeder Esel)라도 이 점을 알 수 있다고 지적하였다.
독일 레퀴엠은 어느 정도는 1865년 어머니의 죽음에서 영감을 얻었지만, 한편으로 1854년에 작곡을 시작하다가 슈만이 자살을 시도한 뒤 포기한 어느 교향곡 초고에서 내용을 가져온 것이기도 하다. 그는 한때 "슈만의" 레퀴엠을 쓰기도 하였다. 그가 포기한 이 교향곡 작품의 첫 악장은 브람스 피아노 협주곡 1번의 첫 악장으로 쓰였다.
브람스는 고전파 작곡가인 모차르트와 하이든도 좋아하였다. 그는 이들 작품의 친필 악보나 첫 판을 수집하였으며, 편집하기도 하였다. 또 브람스는 조반니 가브리엘리, 요한 아돌프 하세, 하인리히 쉬츠 그리고 특히 요한 제바스티안 바흐 등 고전파 이전 작곡가의 음악도 연구하였다. 그의 친구로 탁월한 음악학자들도 있었는데, 프리드리히 크리산더와 함께 브람스는 프랑수아 쿠프랭의 작품 판본을 편집하기도 하였다. 그는 엄격한 대위법 기술에서 영감을 얻기 위해 옛 음악을 검토하였는데, 그의 작품 가운데 일부 주제는 바로크 음악에서 본뜬 것도 있다. 가령 브람스 첼로 소나타 1번의 푸가로 된 피날레는 바흐 작품 푸가의 기법을 참조하였으며, 브람스 교향곡 4번 4악장의 파사칼리아는 바흐의 칸타타 150번의 영향을 받은 것이다.
젊은 브람스를 격려해준 슈만 등 초기 낭만파 음악가들도 브람스에 큰 영향을 주었다. 브람스는 로베르트 슈만과 클라라 슈만과 종종 만나기도 하였다. 1862~63년 빈에 체제할 적에 브람스는 특히 프란츠 슈베르트의 음악에 관심을 기울였다. 슈베르트의 영향은 이 시기 브람스의 작품인 피아노 4중주 Op.25와 Op.26, 그리고 슈베르트 현악 5중주와 대 2중주가 암시된 피아노 5중주에서 드러난다. 혹자는 브람스의 작품에서 쇼팽과 멘델스존의 영향이 있는 것으로 보인다고 여기기도 하지만, 이들이 브람스에 영향을 주었다는증거는 거의 없다. (가령 브람스의 스케르초 Op.4는 쇼팽 스케르초 B-flat단조, 그리고 브람스 피아노 소나타 3번 F단조 Op.5는 멘델스존 피아노 3중주 C단조를 암시한다는 식이다.)

### 악기
요한 브람스는 주로 독일과 빈에서 제작된 피아노를 사용했다. 초기에는 함부르크 회사 Baumgarten & Heins의 피아노를 사용했다. 1856년에는 클라라 슈만에게서 Graf 피아노를 선물받았는데, 브람스는 그것을 1873년까지 사용했다. 이후 이 피아노는 빈 음악협회(Gesellschaft der Musikfreunde)에 기증되어 현재는 빈의 미술사 박물관에 전시되어 있다. 이후 1864년에는 Streicher 피아노에 대한 매력에 대해 클라라 슈만에게 남긴 편지가 있다. 1873년 Streicher 피아노 op.6713을 받아 Graf 피아노 대신 연주하였다.
1880년대에 연주회를 할 때는 주로 뵈젠도르퍼에서 연주했다. 본 콘서트에서 그는 1880년에 Steinweg Nachfolgern을, 1883 년에는 Blüthner를 연주했다. 브람스는 뷔르츠부르크에서 1872년, 쾰른에서 1872년, 암스테르담에서 1881년 등 여러 콘서트에서 Bechstein을 사용했다.

## 성격
베토벤처럼 브람스도 자연을 좋아하여, 자주 빈 근처의 숲에서 산책을 했다고 한다. 그는 주머니에 사탕을 넣어둬 아이들에게 나눠주기도 했다. 성인 브람스는 종종 무뚝뚝하거나 냉소적이었고, 때론 다른 사람들을 멀리하기도 했다. 그의 제자 구스타프 예너는 "브람스가 불평쟁이 평판을 듣는데는 이유가 있다. 또 그를 매력적으로 보는 사람도 거의 없다." 그는 빈의 그가 좋아하는 "붉은 고슴도치" 술집에 날마다 드나드는 것처럼 빈의 언론이 보도한 예상할만한 습관이 있었다. 그래서 언론에서는 그가 등짐을 지고 걷는 모습을 그가 붉은 고슴도치 술집으로 걸어가는 캐리커처로 묘사하기도 했다. 그러나 그의 친구로 남은 사람들은 그에게 충실했으며, 브람스도 이들에게 성실하고 관대하게 대했다.
브람스는 요한 슈트라우스 2세와 매우 다른 유형의 작곡가였지만, 그와 평생지기였다. 그는 1897년 죽음을 앞두고 빈의 빈 극장에서 초연하는 슈트라우스의 오페레타 이성의 여신(Die Gottin der Vernunft)에 가려고 하기도 했다. 아마 브람스가 슈트라우스에게 준 가장 큰 선물은 슈트라우스의 푸른 도나우 왈츠를 쓰는데 무언가 도움을 주겠다고 쓴 글일 것이다. 브람스가 슈트라우스와 안면을 트게 되었을 때, 슈트라우스의 아내 아델레(Adele)가 브람스에게 팬이라며 사인을 부탁하자, 브람스는 "푸른 도나우" 왈츠의 음표 몇 개를 쓰고는, "슬프게도 (이건) 브람스의 작품이 아니다!"라고 썼다.
1860년대부터 그의 작품은 널리 팔려, 브람스는 재정적으로 크게 성공하게 된다. 그러나 그는 방 셋짜리 아파트에 하녀 한 명을 두고 살았으며 검소한 생활을 즐겼다. 그는 친척들에게 많은 돈을 썼으며, 젊은 음악가들에게 이름을 숨기고 도와주기도 했다.
그는 극단적인 완벽주의자였다. 그는 자신의 레메니나 바이올리니스트 페르디난트 다비트가 연주한 바 있는 바이올린 소나타 등 여러 초기의 작품들을 없애버렸으며, 1873년 첫 공식 현악4중주곡이 나오기 전에 20곡의 현악4중주곡을 없앴다고 이야기한 적도 있다. 수 년 동안 곡을 고친 끝에 그는 당초 D단조 교향곡으로 쓸 곡을 자신의 첫 피아노 협주곡으로 바꾸기도 했다. 그의 세밀함을 보여주는 다른 예로는 그의 교향곡 제1번인데, 이 곡은 약 1861년부터 1876년까지 거의 15년이 걸려서 쓴 곡이다. 이 곡을 몇 번 연주한 뒤 브람스는 악보가 출판되기 전에 원래의 느린 악장을 없애고 새로 악장을 썼다.(원래의 느린 악장을 추측하여 복원한 판본을 로버트 파스칼이 출판한 바 있다) 브람스가 완벽주의자가 된 한 가지 이유로는 초기에 슈만이 그를 베토벤에 버금갈 음악가로 평가한 것 때문이기도 한데, 이 예언으로 브람스는 베토벤을 따라 잡을 수 있도록 매진하게 되었다. 슈만의 예언에 브람스는 거의 자신감을 얻지 못했으며, 아마 이 때문에 첫 교향곡 완성을 늦춘 것 같다. 그러나 클라라 슈만은 그 전부터 교향곡 1번이 그의 진짜 성격을 반영한 것이 아님을 알아차렸다. 클라라는 초고에서 본 어둡고 맹렬한 1악장에 매료되었기 때문에, 활기찬 마지막 악장이 "너무 화려하다"고 느꼈다. 그러나 클라라 슈만은 교향곡 2번을 인정하여 자신의 생각을 거두었는데, 이 작품은 오늘날에도 자주 들을 수 있으며, 브람스의 밝은 면을 느낄 수 있는 작품이다. 하지만 당대의 다른 사람들은 1악장이 특히 어둡다고 생각했는데, 교향곡 2번을 19세기의 우수(melancholia) 감정과 연관지어 연구했던 라인홀트 브링크만가 출판한, 브람스가 작곡가이자 지휘자인 빈첸츠 라히너(Vinzenz Lachner)에 보낸 편지에서 브람스는 자신의 성격에 우울한 면이 있으며, 1악장에서 그런 성격이 반영되었다고 쓴 바 있다.

## 참고 문헌
- 이 문서에는 다음커뮤니케이션(현 카카오)에서 GFDL 또는 CC-SA 라이선스로 배포한 글로벌 세계대백과사전의 내용을 기초로 작성된 글이 포함되어 있습니다.